# Léon de Poilloüe de Saint Mars
Léon de Poilloüe, marquis de Saint Mars, né à Condé-sur-l'Escaut le 6 août 1832 et mort à Paris le 15 mai 1897, est un militaire français.

## Famille
Il est le fils d'Auguste Jules Édouard de Poilloüe, marquis de Saint Mars, et d'Antoinette Thérèse Cécile Josèphe Rasèz, issue d'une famille de notables de Condé-sur-l'Escaut,. 
Il épouse, le 29 novembre 1861, Anaïs de Plétincx du Bois de Chêne, issue d'une famille noble de Belgique. De cette union sont issus René Charles de Poilloüe, né le 31 août 1863, et Elizabeth de Poilloüe, née le 9 septembre 1862.
Il s’évertue à améliorer la condition des hommes de troupe placés sous ses ordres et fait preuve d’une sollicitude à leur égard, ce qui l’amène à être surnommé : « Le Père du Soldat ». Il est ainsi l'inventeur de la « cuisine roulante », une cuisine mobile utilisée par les unités militaires pour fournir, notamment, des plats chauds aux troupes près de la ligne de front ou dans les campements temporaires.
Il est par ailleurs gentiment moqué à plusieurs reprises par Alphonse Allais, qui disait de lui : « Le pied, cet organe si utile au fantassin. »
La rumeur prétendant que sa sœur était une des victimes de l'incendie du bazar de la Charité, il est victime d'une crise cardiaque qui l'emporte le 15 mai 1897. Il s'avéra que sa sœur faisait partie des personnes rescapées.
Sa sépulture se trouve au cimetière de Pinon.

## Carrière militaire
- Il est élève à l'École spéciale militaire de Saint-Cyr le 1er novembre 1849.
- Sous-lieutenant au 16e régiment d'infanterie légère le 1er octobre 1851.
- Lieutenant aux tirailleurs indigènes le 30 janvier 1855.
- Mis à l'ordre de la division de Constantine, sous le no 30, le 30 octobre 1856.
- Capitaine au 9e régiment de ligne le 24 mai 1859.
- Chef de bureau de première classe à la direction de Constantine le 25 mai 1859.
- Capitaine par formation de corps au premier régiment de tirailleurs indigènes le 25 février 1866.
- Chef de bureau arabe à la division provinciale d'Alger le 1er mai 1866.
- Chef de bataillon au 100e régiment de ligne le 15 octobre 1869.
- Gravement blessé à la bataille de Saint-Privat, mis en non activité pour infirmité temporaire, le 18 octobre 1870.
- Rappelé à l'activité au 83e régiment de ligne le 14 octobre 1871.
- Lieutenant-colonel au 69e régiment de ligne le 12 mai 1875.
- Colonel en 1878.
- Général de brigade en 1883.
- Général de division en 1889.
- Commandant en chef des Armées en 1893.

## Campagnes
- En Algérie : 1851-1862 et 1866-1869.
- Campagne contre la Prusse à l'armée de Metz.
- En 1896, il rentre dans la vie civile, après 47 années de service dont 17 campagnes. Il est blessé grièvement à la bataille de Saint-Privat de deux éclats d'obus, plaie contuse à la partie postérieure du crâne ; et est blessé trois fois en 1866.

## Décorations

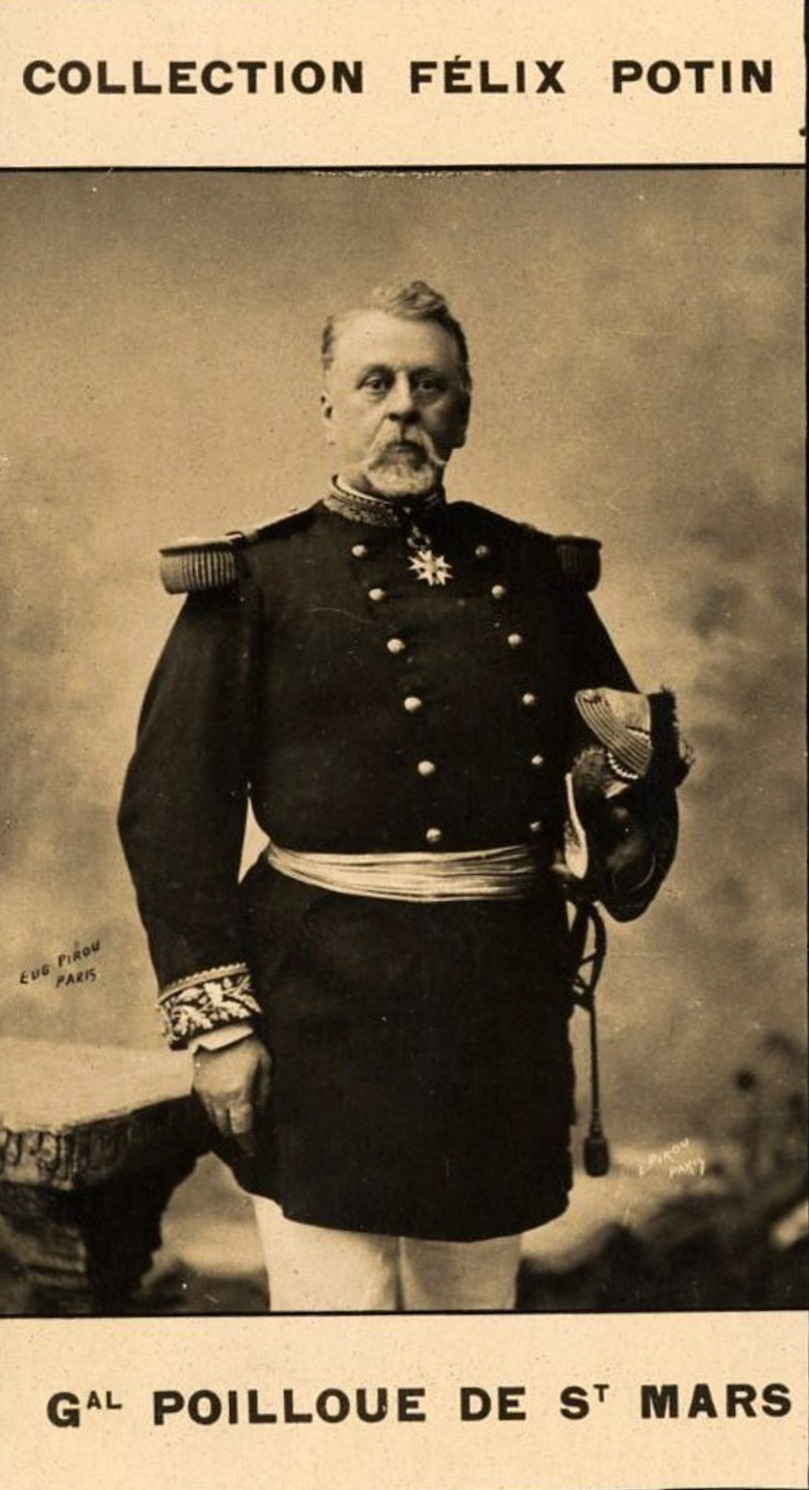

- Chevalier de la Légion d'honneur le 18 mars 1860
- Décoré de l'ordre du Médjidié par autorisation du 11 février 1867
- Officier de la Légion d'honneur le 9 septembre 1870
- Commandeur de la Légion d'honneur le 8 octobre 1886
- Grand officier de la Légion d'honneur le 30 décembre 1892

## Hommages
« Tous les sujets moraux étaient exploités de façon que l’homme se rende compte de l’honneur qu’il avait de servir son pays. La gravité des sujets n’excluait pas la gaieté ; le général savait présenter les choses avec un talent particulier d’originalité, qui lui a valu la profonde estime de ses officiers et l’amitié et la confiance de ses soldats. Dur à la fatigue, passionné pour son métier, il sut donner l’exemple à tous, rehausser le prestige de l’uniforme et porter au plus haut point le culte du drapeau. »

C'est à vous que, prenant sa parure de fête,

Condé, qui vous vit naître, avec fierté s'apprête

À rendre dignement un hommage bien dû.

C'est à vous qu'achevant la tâche de l'histoire,

La vaillante cité dont vous êtes une gloire,

Offre ce monument trop longtemps attendu.

De ses mâles vertus Saint Mars est le symbole,

Saint Mars, le zélateur de la nouvelle école

Où ses belles leçons ont jeté tant d'éclat.

Il pensait que les chefs ennoblissent leur grade

Quand ils se font aimer du jeune camarade

Qui, près d'eux, vient apprendre à servir son pays,

Et que l'humble soldat sent doubler sa vaillance

Quand, au respect qu'il doit, il joint sa confiance

Et, dans ses officiers, ne voit que des amis.